# Propikonazol
Propikonazol je triazolni fungicid, također poznat i kao DMI ili demetilcijsko inhibitorni fungicid zbog vezivanja za i inhibicuju enzima 14-alfa demeteilaze, prekursora ergoszterola. Bez koraka demetilacije, ergosterol se ne ugrađuje u staničnu membranu gljivica te se zaustavlja stanični rast.

## Poljoprivreda
Propikonazol se koristi u poljoprivredi kao sistemski fungicid na travnjacima za uzgoj sjemena i estetski ili sportsku namjenu, usjevima pšenica, kulturama gljive, usjevima kukuruza, divljih riža, kikirikija, badema, sirka, zobi, vočnjacima s orasima, marelicama, breskvama, nektarinama, šljivama, suhim šljivama i limunom. Također se koristi u kombinaciji s permetrinom za zaštitu drveta. Propikonazol je mješavina četiri stereoizomera prvi put razvijen 1979. u tvrtki Janssen Pharmaceutica. Propikonazol ima jaka supresivna svojstva na australske tepih bube Anthrenocerus australis.

## Vanjske poveznice
- Non-CCA Wood Preservatives: Guide to Selected Resources - National Pesticide Information Center  Arhivirana inačica izvorne stranice od 31. listopada 2007. (Wayback Machine)